# مقاطعة خدابندة
مقاطعة خدابنده هي إحدى مقاطعات محافظة زنجان الإيرانية، وقد بلغ عدد سكان هذه المقاطعة (وفقاً لإحصائيات عام 2006 م) حوالي 161,696 نسمة يتوزَّعون على 36,121 عائلة، وهم - كغالبية أو كل مدن محافظة زنجان - من الأقلية الآذرية في إيران، وكلهم من الشيعة الإثني عشرية. وتنقسم هذه المقاطعة إلى عدة ضواحي؛ الضاحية المركزية، وضاحية أفشار، وضاحية بزينة رود، وضاحية سجاس رود، ومدينة قيدار هي مركز الضاحية المركزية ومركز المقاطعة، وأمَّا المدن الأخرى في المقاطعة فهي: سهرورد، وگرماب، وزرين رود، وسجاس.